# Хиналик
Хинали́к (азерб. Xınalıq dağı) — гірська вершина у північно-східній частині Великого Кавказу. Знаходиться на півночі Азербайджану.